# دانيال ألويسيوس رايلي
دانيال ألويسيوس رايلي هو سياسي كندي، ولد في 11 مايو 1916 في شارلوت تاون في كندا، وتوفي في 13 سبتمبر 1984. نشط حزبياً في الحزب الليبرالي الكندي. وقد انتخب عضو الجمعية التشريعية لنيو برونزويك ‏ وانتخب عضو مجلس الشيوخ الكندي ‏ وانتخب عضو مجلس العموم الكندي.